# Vallées-d'Antraigues-Asperjoc
Vallées-d'Antraigues-Asperjoc est une commune nouvelle française résultant de la fusion — au 1er janvier 2019 — des communes d'Antraigues-sur-Volane et Asperjoc, située dans le département de l'Ardèche en région Auvergne-Rhône-Alpes.

## Géographie

### Situation et description
La commune nouvelle et ses deux villages présentent un aspect essentiellement rural dans un environnement de moyenne montagne.

### Communes limitrophes
| Laviolle                      | Mézilhac                      | Marcols-les-Eaux (par un quadripoint) |
| Labastide-sur-Bésorgues Aizac | Vallées-d'Antraigues-Asperjoc | Genestelle                            |
| Juvinas                       | Vals-les-Bains                | Saint-Andéol-de-Vals                  |

### Climat
Pour des articles plus généraux, voir Climat d'Auvergne-Rhône-Alpes et Climat de l'Ardèche.
En 2010, le climat de la commune est de type climat méditerranéen franc, selon une étude du CNRS s'appuyant sur une série de données couvrant la période 1971-2000. En 2020, Météo-France publie une typologie des climats de la France métropolitaine dans laquelle la commune est exposée à un climat de montagne ou de marges de montagne et est dans la région climatique Sud-est du Massif Central, caractérisée par une pluviométrie annuelle de 1 000 à 1 500 mm, minimale en été, maximale en automne.
Pour la période 1971-2000, la température annuelle moyenne est de 11,6 °C, avec une amplitude thermique annuelle de 16,9 °C. Le cumul annuel moyen de précipitations est de 1 435 mm, avec 8,4 jours de précipitations en janvier et 5,2 jours en juillet. Pour la période 1991-2020, la température moyenne annuelle observée sur la station météorologique installée sur la commune est de 12,5 °C et le cumul annuel moyen de précipitations est de 1 556,3 mm,. Pour l'avenir, les paramètres climatiques de la commune estimés pour 2050 selon différents scénarios d'émission de gaz à effet de serre sont consultables sur un site dédié publié par Météo-France en novembre 2022.
| Mois                                  | jan.            | fév.          | mars            | avril           | mai            | juin          | jui.           | août          | sep.           | oct.          | nov.            | déc.            | année     |
| ------------------------------------- | --------------- | ------------- | --------------- | --------------- | -------------- | ------------- | -------------- | ------------- | -------------- | ------------- | --------------- | --------------- | --------- |
| Température minimale moyenne (°C)     | 2               | 2             | 4,5             | 6,9             | 10,3           | 13,9          | 16             | 16            | 12,5           | 9,5           | 5,3             | 2,8             | 8,5       |
| Température moyenne (°C)              | 4,8             | 5,3           | 8,4             | 11,2            | 14,9           | 18,9          | 21,4           | 21,2          | 16,9           | 13            | 8,2             | 5,5             | 12,5      |
| Température maximale moyenne (°C)     | 7,6             | 8,6           | 12,4            | 15,4            | 19,5           | 24            | 26,8           | 26,5          | 21,3           | 16,4          | 11,1            | 8,3             | 16,5      |
| Record de froid (°C) date du record   | −8,3 05.01.1995 | −12 04.02.12  | −8,5 01.03.05   | −2,1 14.04.1998 | 1,6 07.05.1997 | 6,2 12.06.19  | 7,6 12.07.1993 | 7,5 27.08.11  | 4,1 28.09.1993 | −2 28.10.12   | −4,9 22.11.1999 | −10,4 14.12.01  | −12 2012  |
| Record de chaleur (°C) date du record | 19,4 08.01.13   | 22,3 23.02.20 | 25,1 18.03.1997 | 28,6 29.04.05   | 30,9 29.05.01  | 37,1 28.06.19 | 36 24.07.19    | 39,3 13.08.03 | 32,6 05.09.06  | 28,5 02.10.11 | 23,3 20.11.1994 | 19,4 13.12.1994 | 39,3 2003 |
| Précipitations (mm)                   | 128,5           | 80,8          | 78,8            | 118,5           | 117,6          | 71,5          | 75,6           | 94,8          | 163,4          | 236,1         | 237             | 153,7           | 1 556,3   |

### Hydrographie
Le territoire communal est traversé par la Volane, un affluent gauche de l'Ardèche dont la longueur totale est de 22,5 kilomètres.

### Voies de communication
Le territoire communal est longé dans sa partie orientale par l'ancienne route nationale 578 qui, à  la suite de la réforme de 1972, elle a été déclassée en RD 578. celle-ci permet de relier la commune à celles d'Annonay et de Vals-les-Bains.

## Urbanisme

### Typologie
Au 1er janvier 2024, Vallées-d'Antraigues-Asperjoc est catégorisée commune rurale à habitat dispersé, selon la nouvelle grille communale de densité à 7 niveaux définie par l'Insee en 2022.
Elle est située hors unité urbaine. Par ailleurs la commune fait partie de l'aire d'attraction d'Aubenas, dont elle est une commune de la couronne,. Cette aire, qui regroupe 68 communes, est catégorisée dans les aires de 50 000 à moins de 200 000 habitants,.

### Risques naturels

#### Risques sismiques
L'ensemble du territoire de la commune de Vallées-d'Antraigues-Asperjoc est situé en zone de sismicité no 2 (sur une échelle de 5), comme la plupart des communes situées sur le plateau et la montagne ardéchoise.
| Type de zone | Niveau           | Définitions (bâtiment à risque normal) |
| ------------ | ---------------- | -------------------------------------- |
| Zone 2       | Sismicité faible | accélération = 1,1 m/s2                |

## Histoire
La commune est créée au 1er janvier 2019 par un arrêté préfectoral du 29 octobre 2018 sous le nom Vallées d'Antraigues-Asperjoc. Un arrêté rectificatif, en date du 23 novembre 2018 corrige le nom de la commune en Vallées-d'Antraigues-Asperjoc de sorte qu'il corresponde aux normes toponymiques françaises.
Pour la période précédant la fusion, Il convient de se reporter aux articles consacrés aux anciennes communes concernées Asperjoc et Antraigues-sur-Volane.

## Politique et administration

### Liste des maires
| Période      | Période  | Identité   | Étiquette | Qualité                                          |
| ------------ | -------- | ---------- | --------- | ------------------------------------------------ |
| janvier 2019 | En cours | Gilles Doz | PS        | Cadre supérieur de la Fonction publique retraité |

### Communes déléguées
| Nom                           | Code Insee | Intercommunalité       | Superficie (km2) | Population (dernière pop. légale) | Densité (hab./km2) |
| ----------------------------- | ---------- | ---------------------- | ---------------- | --------------------------------- | ------------------ |
| Antraigues-sur-Volane (siège) | 07011      | CC du Bassin d'Aubenas | 13,46            | 544 (2016)                        | 40                 |
| Asperjoc                      | 07016      | CC du Bassin d'Aubenas | 8,47             | 408 (2016)                        | 48                 |

## Population et société

### Démographie

#### Évolution démographique
L'évolution du nombre d'habitants est connue à travers les recensements de la population effectués dans la commune depuis sa création.

En 2022, la commune comptait 852 habitants, en évolution de −10,5 % par rapport à 2016 (France hors Mayotte : +2,11 %).
| 2015 | 2020 | 2022 |
| ---- | ---- | ---- |
| 957  | 867  | 852  |

#### Pyramide des âges
En 2021, le taux de personnes d'un âge inférieur à 30 ans s'élève à 21,0 %, soit en dessous de la moyenne départementale (29,7 %). À l'inverse, le taux de personnes d'âge supérieur à 60 ans est de 46,6 % la même année, alors qu'il est de 32,8 % au niveau départemental.
En 2021, la commune comptait 456 hommes pour 402 femmes, soit un taux de 53,15 % d'hommes, largement supérieur au taux départemental (48,78 %).
Les pyramides des âges de la commune et du département s'établissent comme suit :
| Hommes | Classe d’âge | Femmes |
| ------ | ------------ | ------ |
| 0,9    | 90 ou +      | 3,0    |
| 11,2   | 75-89 ans    | 13,3   |
| 33,7   | 60-74 ans    | 31,3   |
| 19,6   | 45-59 ans    | 21,2   |
| 12,0   | 30-44 ans    | 11,9   |
| 11,3   | 15-29 ans    | 9,0    |
| 11,2   | 0-14 ans     | 10,3   |

| Hommes | Classe d’âge | Femmes |
| ------ | ------------ | ------ |
| 1      | 90 ou +      | 2,5    |
| 9      | 75-89 ans    | 11,4   |
| 20,8   | 60-74 ans    | 21,1   |
| 21,2   | 45-59 ans    | 20,3   |
| 16,9   | 30-44 ans    | 16,5   |
| 14,2   | 15-29 ans    | 12,6   |
| 17     | 0-14 ans     | 15,6   |

### Manifestations culturelles et festivités
Depuis 2011 a lieu le Festival Jean Ferrat, consacré à la chanson française et créé par Colette Ferrat.

### Enseignement
La commune est rattachée à l'académie de Grenoble.

### Médias
Deux organes de presse écrite sont distribués dans la commune :
- L'Hebdo de l'Ardèche

Il s'agit d'un journal hebdomadaire français basé à Valence et diffusé à Privas depuis 1999. Il couvre l'actualité pour tout le département de l'Ardèche.
- Le Dauphiné libéré

Il s'agit d'un journal quotidien de la presse écrite française régionale distribué dans la plupart des départements de l'ancienne région Rhône-Alpes, notamment l'Ardèche. La commune est située dans la zone d'édition d'Aubenas, de Privas et de la vallée du Rhône.

### Cultes
La communauté catholique et les églises paroissiales (propriété de la commune nouvelle) d'Antraigues-sur-Volane et Asperjoc sont rattachées à la paroisse Saint Roch en Pays de Vals qui, elle-même, dépend du diocèse de Viviers.

## Culture locale et patrimoine

### Lieux et monuments

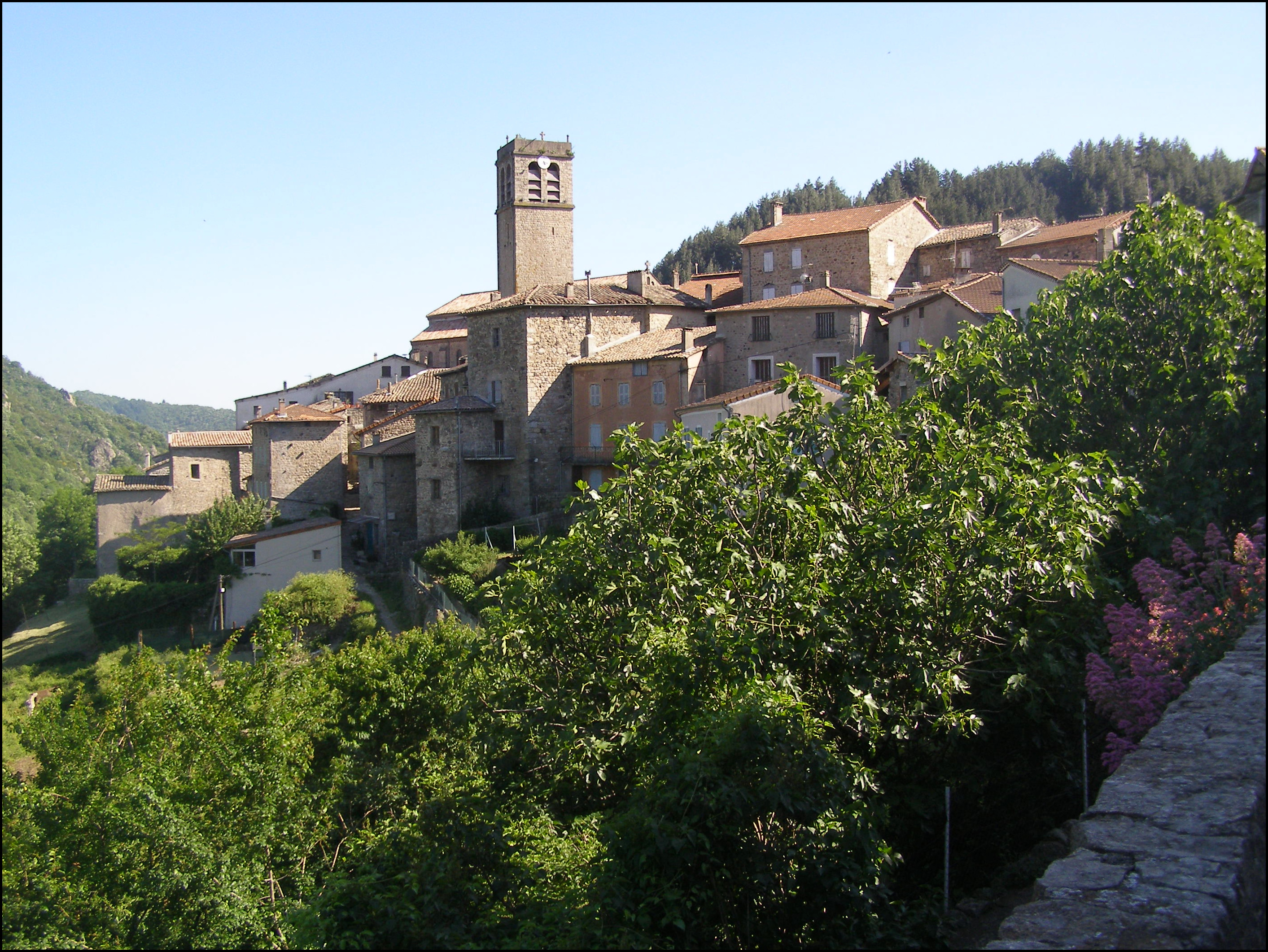
Vue sur le clocher de l'église du village d'd'Antraigues-sur-Volane

- Église Saint Baudile, construite en 1820.
- Tour sur le village perché (Antraigues-sur-Volane).
- Chapelle Saint-Roch.
- Église Saint-Pierre d'Asperjoc du XIXe siècle ;

### Patrimoine naturel
- Cascade dite la Chaise du Diable.

### Héraldique
|  | Vallées-d'Antraigues-Asperjoc possède des armoiries dont l'origine et le blasonnement exact ne sont pas disponibles. |